# Parque nacional Costa Capricornio

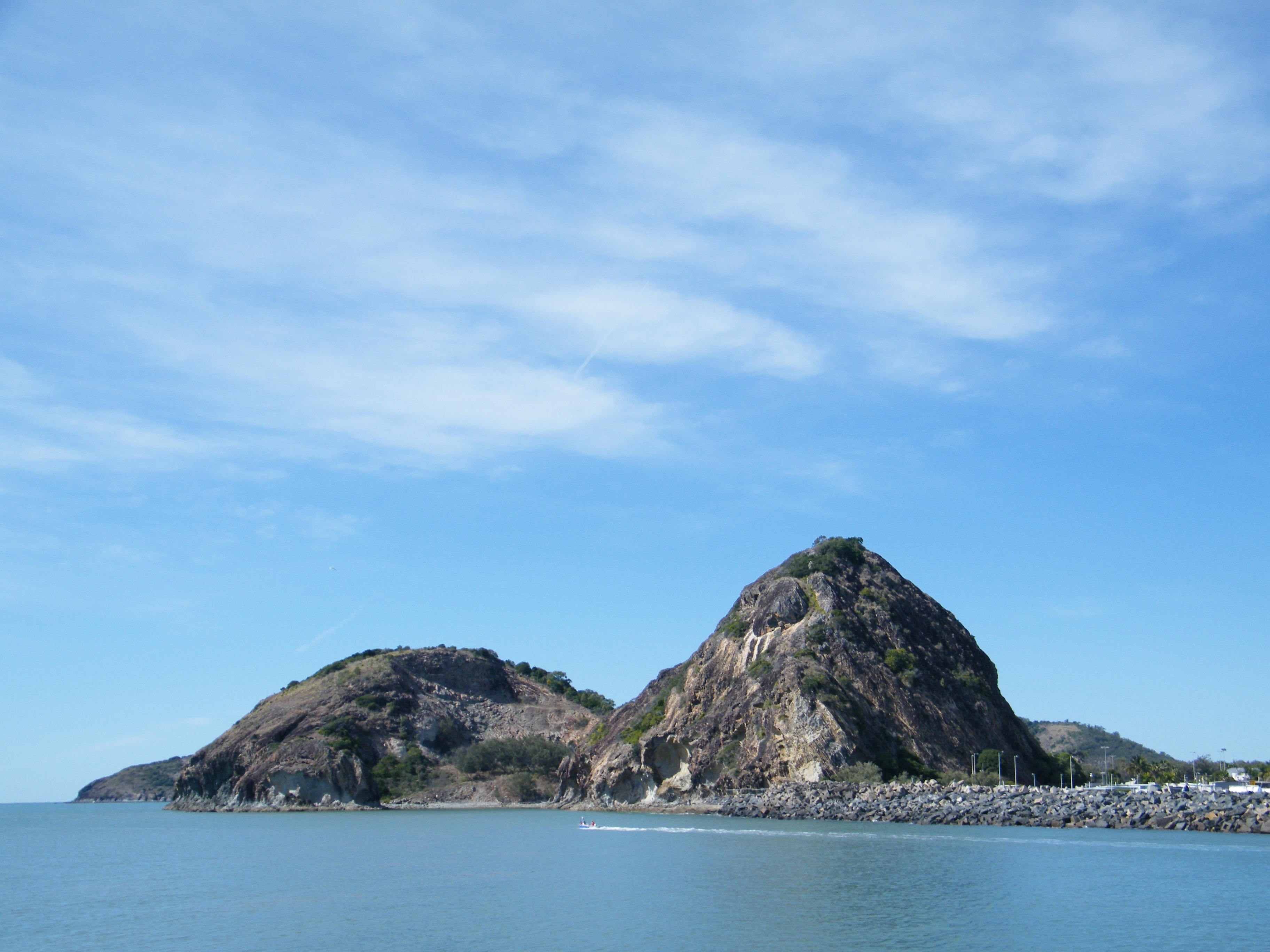
Tapón volcánico de doble cabeza, hecho de traquita, cerca de Rosslyn en Queensland, Australia.

Costa Capricornio es un parque nacional en Queensland (Australia), ubicado a 535 km al noroeste de Brisbane.

## Datos
- Área: 1,14 km²
- Coordenadas: 23°07′20″S 150°44′38″E / -23.12222, 150.74389
- Fecha de Creación: 1992
- Administración: Servicio para la Vida Salvaje de Queensland
- Categoría IUCN: II

Véase también:
- Zonas protegidas de Queensland